# Streptocephalus bimaris
Streptocephalus bimaris är en kräftdjursart som beskrevs av Gurney 1909. Streptocephalus bimaris ingår i släktet Streptocephalus och familjen Streptocephalidae. Inga underarter finns listade i Catalogue of Life.